# 色棱 (巴林部)
色棱（？—1645年），博尔济吉特氏，清朝将领，蒙古巴林部人。苏巴海曾孙，巴噶巴图尔之孙，额伯革打黄台吉之子，满珠习礼从弟。
天聪二年（1628年），娶后金郡君，授多罗额驸。天聪三年（1629年），随皇太极征明朝，因马多瘦弱受责。崇德六年（1641年），向清朝上贡驼马貂皮。随清军围攻明朝锦州，在松山（今辽宁锦州市西南）击败明兵。崇德七年，跟随贝勒阿巴泰攻明，下蓟州（治今天津市蓟州区），攻克山东兖州府。顺治二年（1645年）去世，顺治五年（1648年）追赠固山贝子。其子温春。